# Reserva natural Garganta de los Infiernos
La Reserva natural Garganta de los infiernos es un espacio natural protegido español situado en el norte de la provincia de Cáceres (Extremadura), en el extremo occidental de la sierra de Gredos.

## Geografía
La reserva está comprendida entre la vertiente noroeste de la sierra de Tormantos, la vertiente suroeste de la sierra de Gredos y el río Jerte. Situada en cabecera de la comarca del Valle del Jerte, es la puerta de entrada a la comunidad autónoma de Extremadura desde la provincia de Ávila.
La reserva cuenta con abundantes saltos de agua, arroyos, cascadas, piscinas naturales y grandes pozas excavadas por la erosión circular del agua de los ríos. Los elevados índices de humedad contribuyen a su vez a potenciar una vegetación de gran valor ecológico con ecosistemas de bosque caducifolio, bosque de ribera, piornales serranos y pastizales alpinos. La fauna es autóctona y muy abundante, albergando varias especies en peligro de extinción.

### Clima
El clima ofrece notables contrastes en función de la altitud. En general las temperaturas no son extremas, abundando los inviernos moderadamente fríos y los veranos poco calurosos. Las precipitaciones de la zona oscilan entre 1500 y 2000 mm anuales, siendo frecuente en invierno la nieve en las cumbres serranas.

## Vegetación
En la Garganta de los Infiernos, debido a la variación altitudinal que oscila entre los 600 y 2000 metros, encontramos una diversa vegetación:
- Bosques Caducifolios: Con árboles como el roble, el espino, el madroño, el castaño o el cerezo.
- Bosques de Ribera: La abundancia de cursos de agua, crea numerosas zonas húmedas de las que se aprovechan especies arbóreas como el aliso, el fresno y el sauce. En menor cantidad, pero de gran importancia por su escasez, especies protegidas como el tejo, el acebo y el abedul.
- Pastizales alpinos: En las cumbres se forman pastizales alpinos en los que se encuentra el Alphe, la Genciana, el brezo y el azafrán serrano .
- Piornales serranos: El piornal es un matorral adaptado a condiciones adversas, que crece en las zonas altas donde por temperatura o por composición del suelo, es difícil encontrar otra vegetación.

## Fauna
Dada la diversidad de pequeños microclimas por la diferencia de alturas de la reserva, las especies son numerosas y muy distintas entre sí.
El gato montés, la gineta, la nutria, la cabra montés y el extraño desmán, un mamífero de costumbres acuáticas muy difícil de ver.
Entre las aves, encontramos el mirlo, el arrendajo, la oropéndola, la abubilla y el rabilargo. Rapaces como el águila real, el buitre leonado, el búho real, el halcón peregrino, el milano, el gavilán, el azor, el halcón abejero y el águila ratonera. A destacar, aunque desafortunadamente cada vez más escasa, la cigüeña negra.